# Мюрдаль, Альва
А́льва Мю́рдаль (швед. Alva Myrdal; 31 января 1902, Уппсала — 1 февраля 1986, Стокгольм) — шведский дипломат, политик и социолог; лауреат Нобелевской премии мира (1982, совместно с Альфонсо Гарсией Роблесом). Жена экономиста, также Нобелевского лауреата Гуннара Мюрдаля, мать писателя Яна Мюрдаля, философа Сисселы Бок и социолога Кай Фёльстер.

## Биография

### Семья и образование
Родилась в Уппсале в мелкобуржуазной семье Ловы Ларсон и строительного подрядчика, активиста социал-демократического и кооперативного движения Альберта Реймера. Сама Альва также стала членом Социал-демократической партии Швеции (СДПШ).
Бакалавр (1924) Стокгольмского университета, в котором изучала социологию, философию, психологию и педагогику. Затем на протяжении трёх лет продолжала учёбу в Лондоне, Лейпциге и Стокгольме. Вместе с мужем в 1929—1930 годах проходила обучение в США в рамках стипендии Рокфеллеровского фонда, после чего посещала курсы в Женеве и наконец получила степень магистра в Уппсальском университете в 1934 году. В том же году супруги Мюрдали опубликовали анализ результатов совместного исследования «Кризис в проблеме населения» (Kris i befolkningsfragan) — труд, который стал важной вехой в демографической науке и внес свою лепту в создание «шведской модели социализма».

### Среди архитекторов «шведской модели»
Как раз в этот период шведские социал-демократы впервые смогли единолично сформировать правительство и проводить свои социальные реформы. Мюрдаль была приглашена в правительственный комитет по обеспечению жильем, а в 1935 году стала советником Королевской комиссии по вопросам населения. В 1943 году вошла в комитет СДПШ по выработке послевоенной программы развития страны, а также в комиссию правительства Пера Альбина Ханссона по международным программам послевоенной помощи и реконструкции.
Параллельно продолжала работать в сфере образования, пройдя путь от простой школьной учительницы до директора основанного ею Педагогического института дошкольного обучения (в 1936—1948 годах), и ратовала за прогрессивные методы в педагогике. В 1946 году была введена в состав Королевской комиссии по реформе образования и назначена председателем временной комиссии Всемирного совета по дошкольному образованию. Во время Второй мировой войны занималась проблемами беженцев, искавших убежище в нейтральной Швеции, и стала вице-председателем Объединённого комитета шведских гражданских организаций для культурной помощи Европе.
Как социалистическая феминистка, Альва Мюрдаль являлась важной фигурой в движении за политическое и экономическое равноправие женщин. Она была ответственным секретарём государственной комиссии по женскому труду и вице-председателем Стокгольмской организации деловых и работающих женщин (1935—1936), редактировала ежемесячный социал-демократический журнал для женщин. При этом, занимая прогрессивные позиции в вопросах социального обеспечения, образования и гендерного равенства, в 30-х годах Альва Мюрдаль призывала к «улучшению генофонда нации» путём стерилизации «неполноценных».
Альва Мюрдаль, бывшая в 1930-е годы ведущим идеологом стерилизации, а в 1982-м ставшая за гуманитарные заслуги перед человечеством лауреатом Нобелевской премии мира, опубликовала манифест, в котором призвала коренным образом изменить подход к стерилизации неполноценных жителей страны: 
«Общество заинтересовано в том, чтобы свобода размножения неполноценных была ограничена… Даже если оставить в стороне долгосрочные преимущества — улучшение генофонда нации, — общество уже вздохнёт спокойнее, когда такие особи перестанут появляться на свет». 

### Международная деятельность и борьба за разоружение

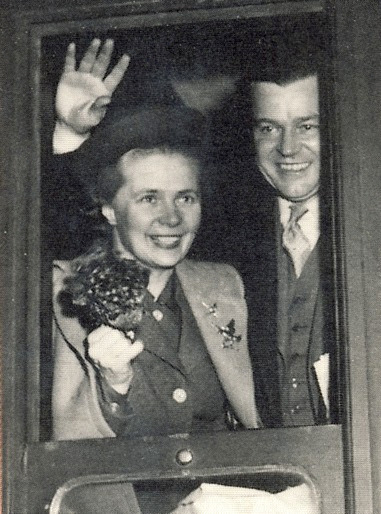
Альва Мюрдаль с супругом Гуннаром в 1934 году

Будучи вице-президентом Международной федерации деловых и работающих женщин (1938—1947), Альва Мюрдаль после Второй мировой войны занималась уже в основном международными отношениями. Долгое время работала в системе ООН, в том числе в ЮНЕСКО (в 1946 году представляла свою страну на заложившей основы ЮНЕСКО Парижской конференции ООН по вопросам образования, науки и культуры); занималась проблемами образования, разоружения и социального обеспечения. С 1947 года была консультантом проекта «Международное понимание через школы». В 1950—1955 годах председательствовала в отделении ООН по общественным наукам в Нью-Йорке. В 1955—1961 годах была послом Швеции в Индии.
В 1962—1973 годах возглавляла делегацию Швеции в Женевском комитете по разоружению. Сыграла важную роль в переговорах по разоружению в Женеве, возглавляя группу неприсоединившихся и нейтральных стран, боровшихся против разворачивания холодной войны и гонки вооружений; она изложила свои взгляды на переговоры и проблемы войны и мира в книге «Игра в разоружение: Как Соединенные Штаты и Россия раздувают гонку вооружений».
Одновременно была в 1962 году избрана депутатом Риксдага, а в 1967 году вошла в социал-демократический кабинет министров Таге Эрландера в качестве специального уполномоченного по вопросам разоружения, оставаясь в качестве министра без портфеля и в правительстве Улофа Пальме вплоть до 1973 года. В 1966 году возглавляемая Альвой Мюрдаль комиссия предложила в своем докладе основать Стокгольмский международный институт исследования проблем мира (СИПРИ). Её заслуги в деле борьбы за мир были отмечены рядом премий, включая Нобелевскую и Премию мира имени Альберта Эйнштейна (1980).

## Семья
Супруг (с 1924) — Гуннар Мюрдаль, лауреат Нобелевской премии по экономике. Дочери — Сиселла Мюрдаль-Бок (род. 1934), профессор философии Гарвардского университета, и Кай Фёльстер, социолог. Сын — Ян Мюрдаль (род. 1927), журналист и писатель.

## Основные произведения
- «Нация и семья: шведский эксперимент демократической семьи и популяционной политики» (Nation and Family. The Swedish Experiment in democratic family and population policy, 1941);
- «Две роли женщины: дом и работа» (Women’s Two Roles. Home and Work, 1956, в соавторстве с В. Клейн).